# Żarnówka (powiat węgrowski)
Żarnówka – wieś w Polsce położona w województwie mazowieckim, w powiecie węgrowskim, w gminie Grębków. Ma status sołectwa.
| SIMC    | Nazwa  | Rodzaj    |
| ------- | ------ | --------- |
| 0672449 | Ulaski | część wsi |

Wierni Kościoła rzymskokatolickiego należą do parafii św. Bartłomieja Apostoła w Grębkowie.
Prywatna wieś duchowna położona była w drugiej połowie XVI wieku w ziemi liwskiej województwa mazowieckiego. W latach 1975–1998 miejscowość należała administracyjnie do województwa siedleckiego. Na terenie wsi znajduje się mariawicki kościół parafialny pw. Przemienienia Pańskiego. We wsi znajduje się stadnina koni wraz z gospodarstwem agroturystycznym gdzie odbywają się m.in. Targi Końskie. Poza tym w Żarnówce działa OSP oraz Stowarzyszenie Rozwoju Wioski Mazowieckiej w Żarnówce.
Przez wieś przepływa rzeka Śmierdziucha, która ma źródła na obrzeżach miejscowości.